# Epic Astro Story
Epic Astro Story est un jeu vidéo de type city-builder développé et édité par Kairosoft, sorti en 2012 sur iOS et Android.

## Accueil
- Gamezebo : 4/5[1]
- Pocket Gamer : 9/10[2]
- TouchArcade : 4,5/5[3]